# Станиславово (усадьба)
Станиславово (пол. Dwór Stanisławów) или Станиславовка (Stanisławówka) — загородная усадьба короля Станислава Августа Понятовского, созданная на рубеже 1760-х и 1770-х гг. по проекту придворного архитектора Джузеппе де Сакко под наблюдением Антония Тизенгауза. Теперь в черте Гродно. Последнему польско-литовскому монарху принадлежали в округе также частично сохранившиеся усадьбы Понемунь и Августово.
Небольшой двухэтажный кирпичный господский дом (надстроенный из одноэтажного) выдержан в стиле позднего барокко. Ризалит в середине главного фасада декорирован пилястрами и завершён фронтоном, ранее имевшим высокий элемент в форме обелиска. Оконные проёмы ризалита оформлены наличниками, над ними размещены сандрики. Главный вход в здание выделен лоджией. Полукруглый эркер, в центре дворового фасада, декорирован монограммой SAR (Stanislaus Augustus Rex) на аттике. В вестибюле сохранились две печи XIX века в стиле неоготики. Перед главным зданием расположены два флигеля под высокими вальмовыми крышами. Частично сохранились ворота ведущие в курдонёр. Хозяйственные постройки находятся к востоку и западу (большая часть) от дворца. Вокруг барского дома раскинулся пейзажный парк.
В 1814 г. усадьбу приобрёл гродненский губернатор Ф. К. Друцкий-Любецкий. Станиславово оставалось в роду Друцких-Любецких до начала Второй мировой войны. При имении действовал небольшой кирпичный завод. Один из первых телефонных аппаратов в Гродно появился именно в княжеском доме. Весной 1915 г. на усадьбу с немецкого аэроплана сбросили две бомбы (это была первая в истории Гродно бомбардировка).
После прихода советских войск (1939) на месте усадьбы был организован совхоз. Часть хозяйственных построек до сих пор находятся в ведении УО СПК "Путришки". Центральное здание и восточный флигель используются как корпуса Гродненского государственного аграрного университета. Перед главным строением установлен памятник Ивану Мичурину, а вокруг высажены яблони выведенных им сортов.